# Amblypodia baluana
Amblypodia baluana är en fjärilsart som beskrevs av Bethune-Baker. Amblypodia baluana ingår i släktet Amblypodia och familjen juvelvingar. Inga underarter finns listade i Catalogue of Life.